# François de Lambert
François (de) Lambert, né probablement en 1519 à Chambéry (Duché de Savoie) et mort le 10 novembre 1582 à Nice (comté de Nice), est un ecclésiastique du XVIe siècle, évêque de Nice (1549-1582).

## Biographie

### Origines

Les armes de la famille Lambert se blasonne ainsi : « d'argent au pal d'azur chargé d'une croix, d'or anglée de rayons de même ».

François ou Jean-François de Lambert naît probablement en 1519, à Chambéry, ancienne capitale du duché de Savoie. Il est issu d'une vieille famille de la bourgeoisie de Chambéry. Son père, Spectable Philibert Lambert, est receveur à la Chambre des comptes de Savoie, membre de la secrétairerie ducale (1437-1462), permettant à la cette branche aînée d'être anoblie. L'oncle, Pierre, a été seigneur de La Croix, chevalier, ambassadeur, conseiller et président de la Chambre des Comptes.
Philibert Lambert épouse Philippine Lottier/Loctier, fille de Noble Thomas Loctier, de Moûtiers. Parmi ses frères,, : Pierre (Pietro Lamberti) dit l'aîné, chanoine de Genève, puis évêque de Caserte (1533-1541) ;  Pierre le jeune, chanoine de Genève, puis évêque de Maurienne (1567-1591) et Hector, conseiller d'Etat et capitaine du château de Chambéry.
Sa famille est liée à celle des Milliet, qui compte plusieurs ecclésiastiques.

### Carrière ecclésiastique
Pierre de Lambert est prieur commendataire de Lémenc, entre 1548 et 1549, ainsi que de Saint-Jeoire.
Il nommé évêque de Nice, le 5 février 1549. Il meurt en fonction le 10 novembre 1582 (Foras donne 1583).